# Louis Marie de Lahaye de Cormenin
Pour les articles homonymes, voir Lahaye.
Louis Marie de Lahaye, baron (1818) puis vicomte (1826) de Cormenin, est un jurisconsulte, homme de lettres et homme politique français, né à Paris le 6 janvier 1788 et mort dans la même ville le 6 mai 1868.

## Biographie
Issu d'une ancienne famille de robe de la Bresse établie dans l'Orléanais depuis trois générations, Cormenin eut pour parrain et marraine le duc de Penthièvre et la princesse de Lamballe. Ses liens familiaux avec Versailles étaient multiples : son père avait été lieutenant général de l'Amirauté, et du côté de sa mère, Victoire Henriette Foacier, il descendait d'un frère du compositeur Delalande, de l'intendant général des Armées navales françaises et célèbre numismate Joseph Pellerin. Il était également le petit-fils du ministre Arnaud de Laporte, proche collaborateur de Louis XVI, mort sur l'échafaud révolutionnaire. 
Il fit ses études dans un pensionnat de Paris puis à l'école de droit et fut reçu avocat en 1808. Il écrivit des vers dans le Mercure de France et l’Almanach des muses sous le Premier Empire. En janvier 1810, il fut nommé auditeur au Conseil d'État (section du contentieux). Il accompagna Cochon de Lapparent dans sa mission à la 20e division militaire (1813). Nommé maître des requêtes surnuméraire en 1814, il s'engagea à Lille comme volontaire pendant les Cent-Jours.

### Sous la Restauration
Rallié à la Seconde Restauration, il devint maître des requêtes (24 août 1815) et se fit remarquer par la publication de plusieurs ouvrages de droit administratif qui lui valurent une grande réputation de jurisconsulte. Il fut fait chevalier puis officier de la Légion d'honneur, baron (1818) puis vicomte avec autorisation de constitution d'un majorat (1826).
Le 28 avril 1828, il fut élu député par le 1er arrondissement électoral du Loiret (Orléans). Il siégea dans l'opposition, prit la parole sur le budget du Conseil d'État, la politique étrangère, demanda la réduction des budgets, la diffusion de l'instruction primaire, la nécessité du rétablissement du jury pour les délits de presse, l'abolition des sinécures et du cumul, refusa le budget de 1829 et signa l'adresse des 221. Il fut réélu à Orléans le 12 juillet 1830.

### Sous la monarchie de Juillet
Après les Trois Glorieuses, il s'empressa de donner sa démission de maître des requêtes, puis de député. 
Il se représenta aux élections du 28 octobre 1830, mais les efforts du ministère le firent échouer devant le collège de département du Loiret. Aux élections du 5 juillet 1831, il fut toutefois élu dans quatre collèges : le 5e du Loiret (Montargis), le 1er de l'Ain (Pont-de-Vaux), le 4e de l'Ain (Belley) et le 3e de l'Yonne (Joigny). Il opta pour Belley, siégea à l'extrême gauche, vota invariablement contre le gouvernement sans prendre jamais la parole, et fit au pouvoir une incessante guerre de pamphlets, la plupart du temps signés du pseudonyme de Timon, dont Cormenin s'était servi pour la première fois dans la revue La Nouvelle Minerve. Il y attaquait avec une vivacité aussi spirituelle que malveillante toutes les mesures susceptibles de rendre le gouvernement impopulaire, particulièrement celles qui touchaient au budget.
En 1831, les Lettres sur la liste civile (réunies en volume sous le titre : Trois philippiques, elles eurent vingt-cinq éditions en dix ans) contribuèrent à faire réduire à 12 millions la liste civile de Louis-Philippe, pour laquelle le gouvernement avait demandé 18 millions, en jetant le ridicule sur la royauté bourgeoise dans un style incisif et pittoresque.
Cormenin fixe son domicile électoral à Villiers-sur-Tholon le 20 novembre 1837, où son beau-père, Antoine-Louis Gillet donne des terres à sa fille pour lui permettre de franchir le seuil du cens électoral.
Réélu le 21 juin 1834 à Joigny et dans le 2e collège de la Sarthe (Le Mans), Cormenin opta pour Joigny qui lui renouvela son mandat le 4 novembre 1837, le 2 mars 1839 et le 9 juillet 1842.
En 1838, le ministère ayant présenté, au nom de la liste civile, des réclamations contre le Trésor, se vit obligé de retirer sa demande devant le bruit fait par la brochure de Cormenin intitulée : Très-humbles remontrances de Timon au sujet d'une compensation d'un nouveau genre que la liste civile prétend établir entre quatre millions qu'elle doit au Trésor et quatre millions que le Trésor ne lui doit pas. En décembre de la même année, il lançait contre le Conseil d'État sa Défense de l'évêque de Clermont, adressée aux révérends pères du Conseil d'État juges de la question de savoir si M. de Montlosier était mort en état de grâce. Ce pamphlet, dans lequel il prenait la défense d'un prélat accusé d'ultramontanisme et soutenait des principes d'indépendance du clergé vis-à-vis du gouvernement qui l'amenèrent à prendre fait et cause pour les Jésuites menacés par l'Université dans une brochure intitulée Feu ! Feu ! (1845), qui éloigna de lui ses amis républicains et suscita des critiques auxquelles il tenta de répondre dans Oui et Non !  (1845). Aussi fut-il battu à Joigny aux élections du 1er août 1846.
En 1840, Cormenin avait répondu à la demande de dotation en faveur du duc de Nemours par les Lettres au duc de Nemours et les Questions scandaleuses d'un jacobin au sujet d'une dotation : « Le peuple écrasé d'impôts, écrivait-il, trouve que les princes coûtent trop cher. » Il publia également les Dialogues de maître Pierre et les Entretiens de village, où il abordait des questions philanthropiques.

### Sous la Deuxième République
Après la chute de la monarchie de Juillet contre laquelle il avait tant ferraillé, Cormenin fut élu à l'Assemblée constituante le 23 avril 1848 dans quatre départements : les Bouches-du-Rhône, la Mayenne, la Seine et l'Yonne. Il siégea parmi les conservateurs, fut membre du Comité de constitution, vota pour le bannissement de la famille d'Orléans, contre la proposition Proudhon, contre les poursuites contre Louis Blanc et Caussidière, pour l'abolition de la peine de mort, pour l'ordre du jour en faveur du général Cavaignac, pour la proposition Rateau, contre le renvoi des accusés du 15 mai devant la Haute Cour, pour l'amnistie générale, contre l'interdiction des clubs ; il s'abstint sur l'impôt progressif, sur l'amendement Grévy, sur le droit au travail, sur la réduction de l'impôt du sel. Il publia quelques pamphlets sur les questions du jour – la Constitution, l'unité italienne… – mais ils n'eurent pas le même éclat qu'auparavant. 
Avec Isambert, il est à l'origine de la rédaction du décret du 5 mars 1848 instituant le suffrage universel masculin . Connu par ses pamphlets en faveur du suffrage universel, il avait en effet été nommé membre du Conseil d'État le 28 février 1848 qu'il vice-présidait . Par l'instruction ministérielle du 8 mars, il exerce aussi son influence en faveur du droit de vote des militaires, auquel s'opposait notamment Odilon Barrot .
Il donna sa démission le 20 avril 1849, ayant été élu par l'Assemblée comme membre du nouveau Conseil d'État dont il devint président de la section du contentieux.

### Sous le Second Empire
Après le coup d'État du 2 décembre 1851, contre lequel il avait protesté au nom de la Constitution de 1848, Cormenin s'inclina devant le « vœu populaire » et reprit sa place au Conseil d'État (section de l'Intérieur). Par décret impérial, il fut nommé membre de l'Académie des sciences morales et politiques lors de la création de la section d'Administration (1855) et commandeur de la Légion d'honneur (30 août 1865).
Il a fondé un grand nombre d'œuvres de bienfaisance pour les femmes âgées ou pour les jeunes filles des campagnes, l'œuvre des ouvroirs industriels, des aumôniers, des dernières prières du refuge, etc.
Il est le père de François Louis Justin Eugène de Lahaye Cormenin (1821-1866), dit Cormenin fils, directeur du Moniteur officiel sous le Second Empire.

## Décorations
- Commandeur de la Légion d'honneur

## Œuvres
L'ouvrage le plus connu de Cormenin est le Livre des orateurs, qui présente un intérêt particulier en raison de l'éclat du style et de la finesse des portraits. Il a été traduit dans plusieurs langues.
- La Pologne régénérée, épode héroïque, 1re partie, Paris, Impr. de A. Bailleul, 1812, in-8
- Ode sur les victoires de Lutzen et de Vurtchen, Paris, Impr. de A. Bailleul, 1813, in-8
- Odes héroïques (Ode sur les victoires de Lutzen et de Vurtchen, Ode sur la naissance du roi de Rome, Ode aux muses), Paris, Impr. de A. Bailleul, 1813, in-4
- Du Conseil d'État envisagé comme conseil et comme juridiction dans notre monarchie constitutionnelle, Paris, Pillet, 1818, in-8
- De la responsabilité des agents du gouvernement, et des garanties des citoyens contre les décisions de l'autorité administrative, Paris, Baudouin frères, 1819, in-8
- Questions de droit administratif, Paris, Ridler, 1822, 2 vol. in-8
- Lettres sur la liste civile, 1831 (Texte intégral sur la base Gallica)
- Dialogues de maître Pierre, Paris, Pagnerre, 1834, in-16
- Études sur les orateurs parlementaires, Paris, Au bureau de la Nouvelle Minerve, 1836, in-8 (Texte intégral sur la base Gallica)
- Un mot à l'auteur du pamphlet de police intitulé : "La liste civile dévoilée", Paris, Pagnerre, 1837, in-32
- Très-humbles remontrances de Timon au sujet d'une compensation d'un nouveau genre que la liste civile prétend établir entre quatre millions qu'elle doit au Trésor et quatre millions que le Trésor de lui doit pas, 1838
- Défense de l'évêque de Clermont, adressée aux révérends pères du Conseil d'État juges de la question de savoir si M. de Montlosier était mort en état de grâce, 1838
- Questions scandaleuses d'un jacobin au sujet d'une dotation, Paris, Pagnerre, 1840, in-16
- Avis aux contribuables, Paris, Pagnerre, 1842, in-16
- De la Centralisation, , Paris, Pagnerre, 1842, in-32
- Entretiens de village, Paris, Pagnerre, 1843, in-16
- La légomanie, Paris, Pagnerre, 1844, in-32
- De l'Adoption par les prêtres, Paris, Impr. de H. Fournier et Cie, 1844, in-4°
- Feu ! Feu !, Paris, Pagnerre, 1845, in-32 (Texte intégral sur la base Gallica)
- Oui et Non, au sujet des ultramontains et des gallicans, par Timon (M. de Cormenin), qui n'est ni l'un ni l'autre, Paris, Pagnerre, 1845, in-32
- Ouvroirs campagnards, Paris, Impr. de Cosson, 1845, in-8
- Ordre du jour sur la corruption électorale et parlementaire, Paris, Pagnerre, 1846
- L'Éducation et l'enseignement en matière d'instruction secondaire, Paris, Pagnerre, 1847, in-16
- Le maire du village, Paris, Pagnerre, 1847, in-32 (Texte intégral sur la base Gallica)
- Petit pamphlet sur le projet de constitution, Paris, Pagnerre, 1848, in-32
- Apologue sur les blessés de la presse, Paris, Pagnerre, 1848, in-32
- Des salles d'asile : extrait d'un voyage en Italie, Paris, Pagnerre, 1848, in-16 (Texte intégral sur la base Gallica)
- Deuxième Pamphlet sur l'indépendance de l'Italie, Paris, Pagnerre, 1848, in-8
- Liberté, gratuité et publicité de l'enseignement, Paris, Pagnerre, 1850, in-32
- Révision, Paris, Pagnerre, 1851, in-18
- Pamphlets anciens et nouveaux, Paris, Pagnerre, 1870 (Texte intégral sur la base Gallica)

## Iconographie
Une médaille à l'effigie de Cormenin a été exécutée par le graveur Émile Rogat en 1842. Un exemplaire en est conservé au musée Carnavalet (ND 215).